# شهرداری شهرکرد
شهرداری شهرکرد سازمان همگانی غیردولتی است که مسئولیت اداره شهر شهرکرد را بر عهده دارد. بالاترین مقام اجرایی این سازمان شهردار است که با رأی‌ شورای شهر شهرکرد انتخاب و با حکم وزیر کشور منصوب می‌گردد. شهر شهرکرد به ۲ منطقه و ۴ ناحیه تقسیم و برای هر ناحیه یک شهردار ناحیه منصوب شده‌است. شهرداری شهرکرد دارای درجه ۱۰ شهرداری ها می‌باشد.
هم‌اکنون محمدحسین واحدیان شهرداری شهرکرد را بر عهده دارد.

## تاریخچه
در سال ۱۳۰۶. هنگامی که مظفرالملک از طرف وزارت کشور به حکمرانی ناحیه چهارمحال و شهرکرد اعزام شد، صحبت بلدیه و شهرداری در بین نبود و کارهای مخصوصی برای شهر نمی شد.
در سال 9-1308 شمسی، یاور صادقخان نامور حاکم نظامی چهارمحال با کمک اهالی محل انجمن خیریه را از افراد صالح زیر، شامل آقامیرزا آقاعلوی، حاج محمدحسین ریاحی، سید ابوالقاسم نیکزاد، میرزا آقامشرف، حاج غلامعلی روغنی، حاج سید محمدباقر، حاج قربانعلی روغنی، حاج آقا رحیم حقانی، سید احمد مرتضوی، محمد جعفر صدیقی و عبدالجبار کوهی، تشکیل و برنامه مفصلی برای ترقی و آبادانی این شهر ترتیب دادند.پس از مدتی در سال ۱۳۱۰ خورشیدی شهرداری شهرکرد تحت عنوان بلدیه شهرکرد بطور رسمی تأسیس گردید 

## ساختار سازمانی

### معاونت‌ها
- معاونت توسعه مدیریت و منابع شهرداری
- معاونت امور عمرانی، حمل‌ونقل و ترافیک
- معاونت خدمات شهری
- معاونت شهرسازی و معماری

### سازمان‌ها
- سازمان سیما، منظر و فضای سبز شهری
- سازمان حمل‌ونقل بار و مسافر
- سازمان فناوری اطلاعات و ارتباطات
- سازمان مدیریت پسماند
- سازمان فرهنگی، اجتماعی و ورزشی
- سازمان آتش‌نشانی و خدمات ایمنی
- سازمان مدیریت آرامستان‌ها(بهشت رحمت)
- سازمان ساماندهی مشاغل شهری و فرآورده‌های کشاورزی[۵]